# Apollinare Claudio
Apollinare Claudio, noto anche come Apollinare di Ierapoli (fl. II secolo), è stato un vescovo greco antico, autore di alcuni scritti apologetici. È venerato come santo dalla Chiesa cattolica che lo ricorda l'8 gennaio come sant'Apollinare.

## Biografia
Vescovo di Gerapoli di Frigia, aveva una profonda cultura letteraria e filosofica e si contraddistinse per l'allontanamento dalla tradizione giudeo-cristiana, anche in relazione alla sua predilezione per il Vangelo secondo Giovanni. Scrisse diversi libri indirizzati ai pagani, due rivolti ai giudei, oltre a scritti sulla verità e sulla pietà. Compose inoltre un'apologia a Marco Aurelio. Le sue opere sono però andate perdute.
Le poche notizie che abbiamo su di lui ci sono state tramandate principalmente da Eusebio di Cesarea (Storia Ecclesiastica IV, 27), che scrisse poco dopo il 300, e da altri autori più tardi.

## Culto
Venerato dalla Chiesa cattolica come santo, la sua festa cade l'8 gennaio, ma la sua ricorrenza viene festeggiata anche il 7 febbraio.

Dal Martirologio Romano: 